# 加治木城
加治木城（かじきじょう）は、鹿児島県姶良市加治木町反土にあった日本の城。1607年（慶長12年）、島津義弘がこの地に移ったときに麓に加治木館を作り、加治木城はその「後詰めの城」となった。

## 略歴

### 築城
地元の豪族である大蔵氏によって築かれたと伝えられるが、正確な築城年月日や当時の規模などの詳細は全く不明である。

### 加治木氏の台頭
平安時代中期の大蔵氏当主・大蔵良長には男子が無く、やむを得ず娘に婿養子を迎えた。その婿養子が関白・藤原頼忠の三男・藤原経平と伝えられている。経平はそのままこの地に土着し、「加治木氏」を名乗るようになる。
鎌倉時代には御家人として元寇の撃退にも貢献した加治木氏は、このときに絶頂期を迎えたと思われる。その後南北朝時代には一族が足利尊氏方、足利直義方に分裂し混乱する。室町時代には当地の守護大名であった島津氏の配下にあった。
このころの加治木城の実体は不明である。

### 加治木氏の追放
加治木氏は後に島津季久三男・満久を養子として迎えたが、この満久の息子・久平は突如島津氏に対して反乱を起こし、1495年（明応4年）6月に島津氏家臣の川上氏のいた帖佐（現・鹿児島県姶良市）を攻撃した。これに激怒した島津忠昌は翌年加治木氏を攻撃する。このときに加治木氏は加治木城に立てこもったが、ついに敗れ、阿多（現在の鹿児島県南さつま市金峰町）に異動させられた。

### 戦国時代の動乱
その後加治木城は大隅国の国人である伊地知氏が領していたが、後に肝付氏の分家が加治木城主となる。その子孫である肝付兼演は1550年に島津貴久についたために、貴久と敵対していた菱刈隆秋、蒲生範清らの猛攻撃を受けることとなる。兼演は加治木城に籠城してこの攻撃に耐え、また貴久も息子の義久、忠平（後の義弘）らに菱刈・蒲生氏側に付いていた祁答院氏の城・岩剣城を攻略させたため、菱刈・蒲生氏らの撃退に成功する。

### 島津の加治木城攻め
日本で初めて、鉄砲（銃）を実戦に用いたことで知られる。1549年（天文18年）5月、種子島の領主・種子島時尭から贈られた鉄砲を使って、島津の家臣、伊集院忠朗が大隅国の加治木を攻めたもの。
この他、1554年（天文23年）の岩剣城・城攻め説。1578年（天正6年）、羽柴秀吉が播磨国の上月城攻めに銃を用いられたのが日本での銃の初使用と伝えられる場合もある。
これがのち、鉄砲の噂は次第に広まり、どうにかして銃を手に入れようと種子島を訪れた者もいた。大坂の堺商人もこの噂を聞きつけ、やがて堺で銃を大量生産するようになった。次第に諸国の大名の間に銃は広まっていった。
島津氏に降伏した肝付氏は、その後、島津氏の重臣となり加治木城を発展させたが、1595年（文禄4年）の太閤検地により所替えをさせられ、喜入へと移住していった。秀吉の九州平定後、加治木は豊臣秀吉の蔵入地となる。このころの加治木城の状況は明らかではない。

### 島津義弘の移住
1599年（慶長4年）、加治木は泗川の戦いの恩賞として島津氏に返還される。それから8年たった1607年（慶長12年）、義弘は突然10年居住した帖佐から平松（現・鹿児島県姶良市）、そしてこの加治木城へ移転するのである。義弘が「加治木銭」鋳造所もある財力と、秀吉蔵入地があったという鹿児島には珍しい肥沃な土地に目を付けたのは確かだが、関ヶ原の戦いから7年もたったこの時期になって移住を決めた理由は未だに謎である。
義弘は当初加治木城を大規模に改築して住むつもりであったが、結局その麓に館を築いて住むことになった。山の上の加治木城があまりに不便であった為とも、この時期の築城が江戸幕府に嫌疑を掛けられたためともいわれている。その後の加治木城はこの館の「後詰めの城」となり、実質的にこのとき廃城となった。
その後、義弘は「中の丸」「東の丸」という2区画からなる館を築き、1619年（元和5年）にここで生涯を終えた。

### 加治木島津家の城
義弘死後、息子の島津家久は加治木館に「西の丸」を増築する。地元の郷土誌では家久が鹿児島城から政庁を加治木に移したという説もみえるが、当時の史料でそれを裏付けるものは見あたらない。
その後、1631年（寛永8年）に加治木館は家久の3男である島津忠朗に与えられ、その後は忠朗の子孫である「加治木島津家」の居所となった。
明治時代以降は残った建物を利用して学校が置かれた。

## 現状

### 加治木城の現状
中世当時の土塁や空堀が残っているといわれるが、現在跡地の一部は柵がされて中に入れない。麓に縄張り図の書かれた案内板がある。

### 加治木館の現状
「中の丸」「東の丸」が現在の鹿児島県立加治木高等学校で、「西の丸」が加治木町立柁城小学校となっている。現在は江戸時代末期に積み直された石垣が残っている。「加治木島津屋形跡」として、姶良市指定史跡。